# Frankfurt (Main) Stresemannallee
Frankfurt (Main) Stresemannallee – przystanek kolejowy we Frankfurcie nad Menem, w kraju związkowym Hesja, w Niemczech. 